# Akodéha
Akodéha est l'un des cinq arrondissements de la commune de Comè dans le département du Mono au Bénin.

## Géographie
Akodéha est situé au sud-ouest du Bénin et compte 8 villages que sont klome, Bowoue Gbedji, Degoue, Kpodji, Medemahoue, Mongnonwi, Tokan et Tossouhon.

## Démographie
Selon le recensement de la population de 2013 conduit par l'Institut national de la statistique et de l'analyse économique (INSAE), Akodéha compte 12 894 habitants  .

## Galerie de photos

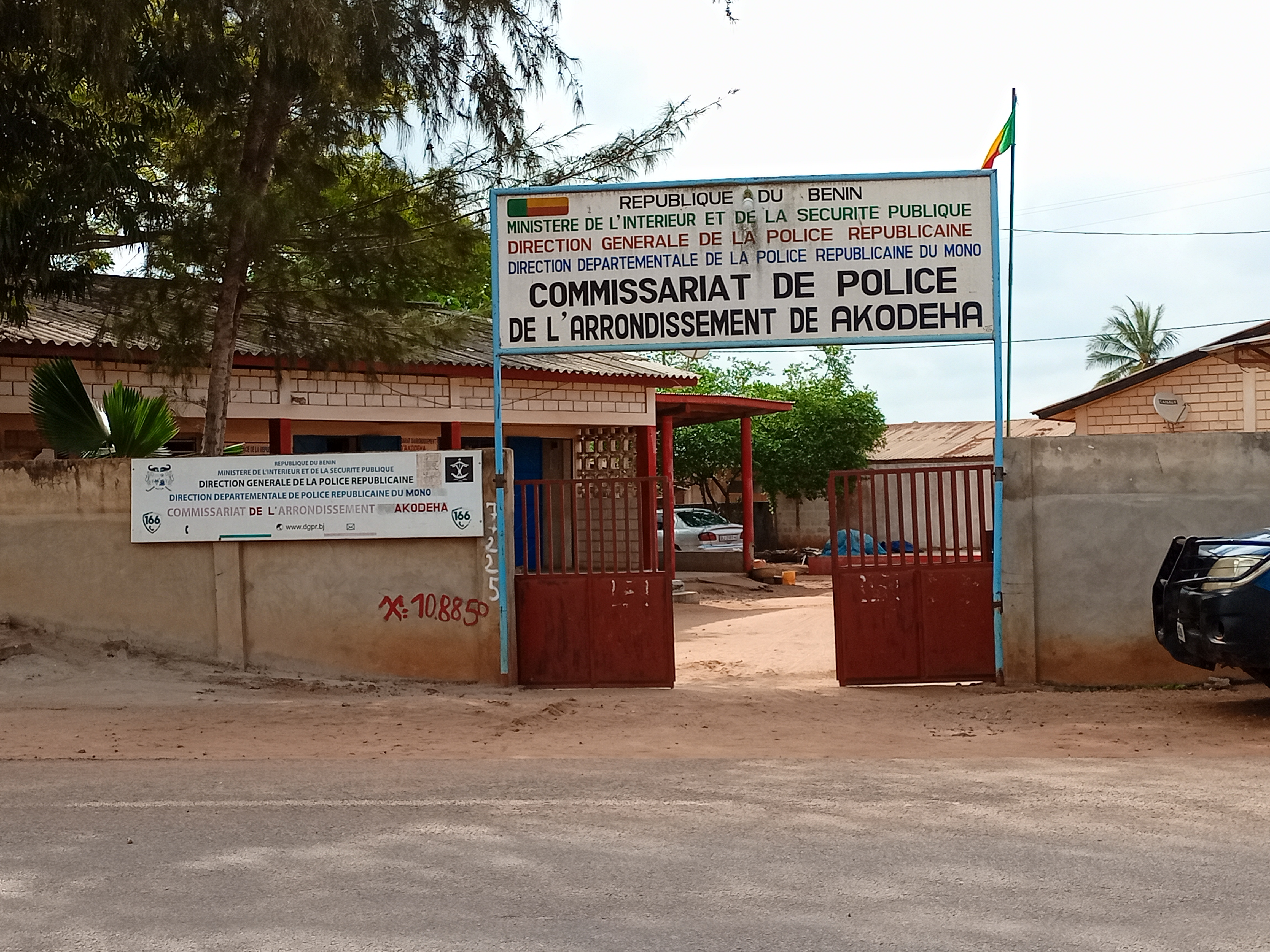
Commissariat de police de l'arrondissement d'Akodéha
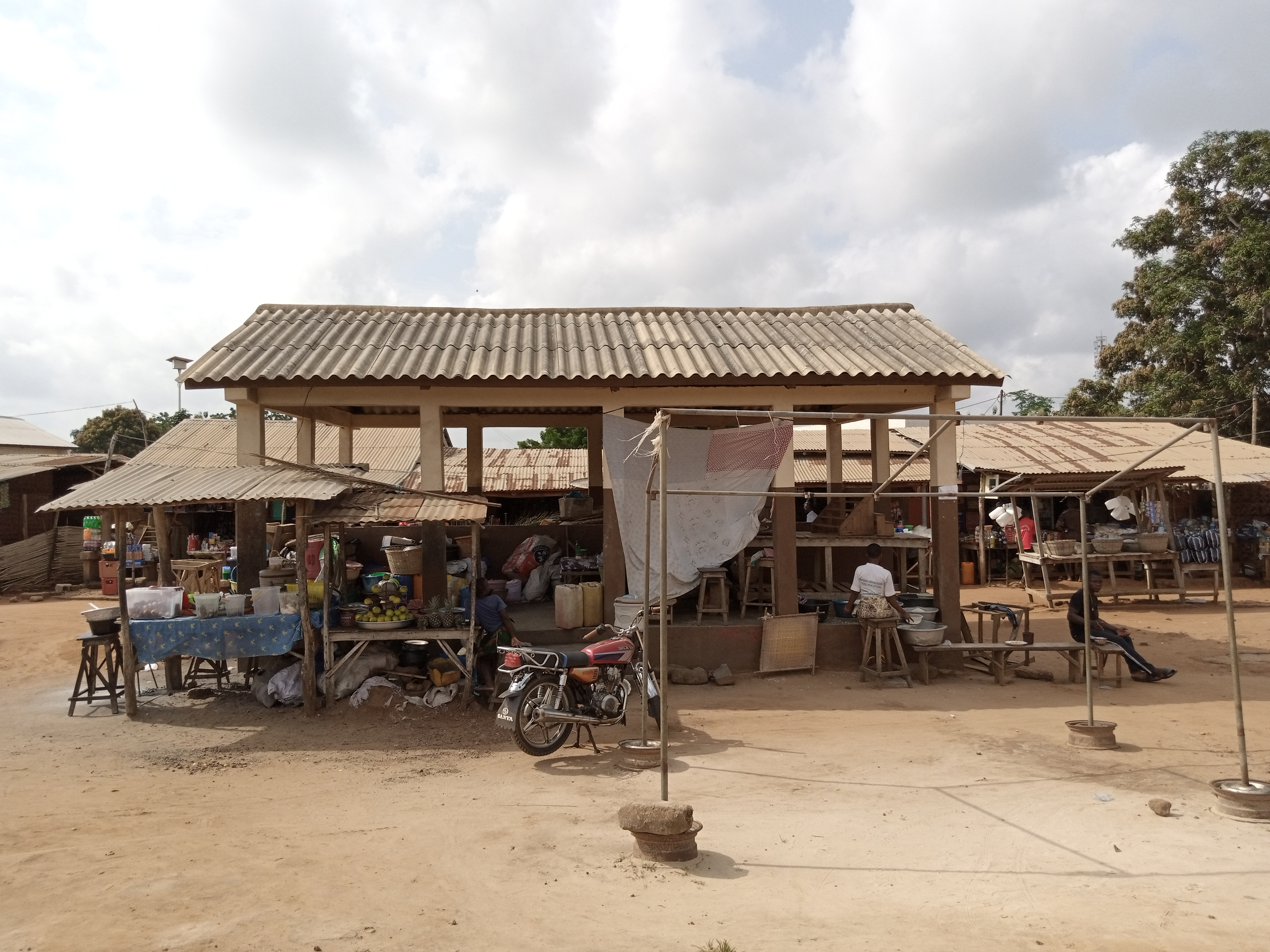
Marché d'Akodéha
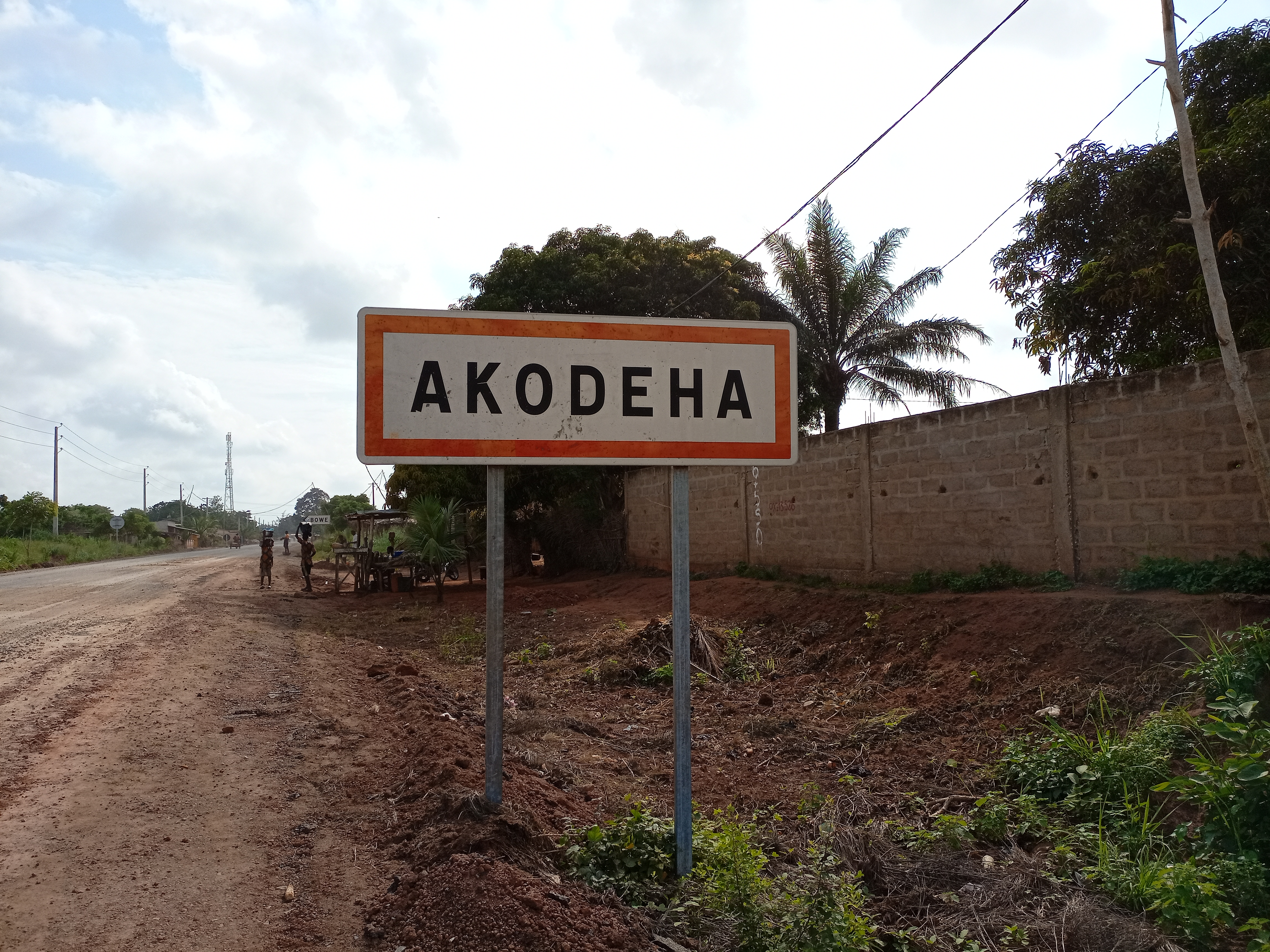
Plaque d'indication de l'arrondissement d'Akodéha
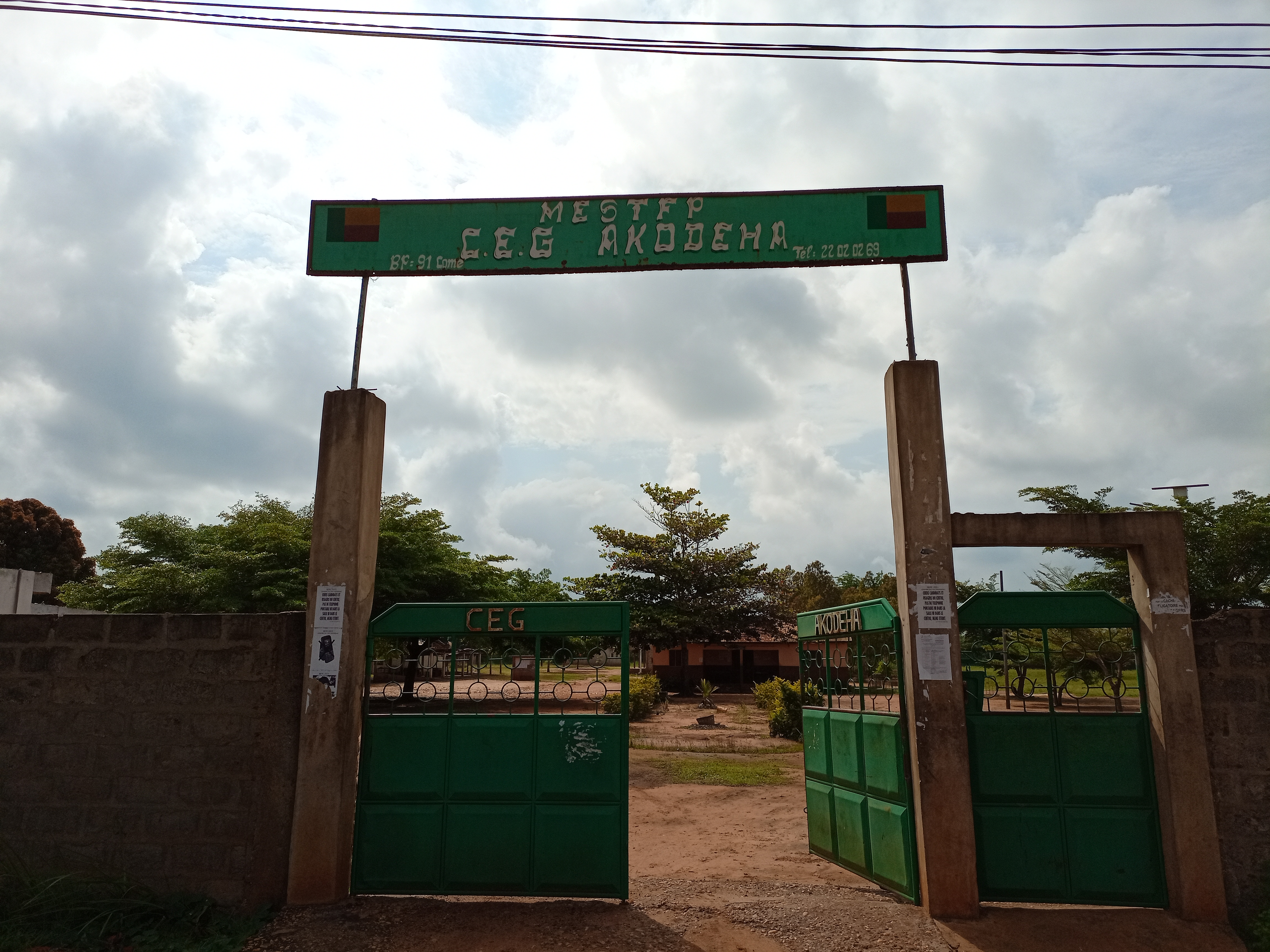
Collège d'enseignement général d'Akodéha